# スチレン
スチレン (styrene) は、芳香族炭化水素で、ベンゼンの水素原子の一つがビニル基に置換した構造を持つ。天然の樹脂である蘇合香（そごうこう、styrax）の成分として発見された。これが慣用名のスチロール (styrol) やスチレン (styrene) の由来である。熱あるいは光により容易にラジカル重合するので、メーカーで市販されているものには基本的に重合禁止剤が含まれている。

## 合成
工業的にはエチルベンゼンを鉄触媒等で脱水素してスチレンが製造される。かつては、エチルベンゼンを塩素化したのちに脱塩化水素でオレフィンとする方法やエチルベンゼンを酸化したアセトフェノン、還元したフェニルカルビノールを経由して脱水反応オレフィンとする方法なども存在したが、今日では経済的な理由で触媒により脱水素する方法以外は利用されない。
スチレンモノマーの2016年度日本国内生産量は194万7843トン、工業消費量は7万3896トンである。
次世代のスチレン製造法として、トルエンとメタノールに塩基性ゼオライト触媒を作用させる方法が研究されている。

### 生合成
植物・細菌・菌類の一部の種において、ケイ皮酸脱炭酸酵素によってケイ皮酸から合成される。この酵素を大腸菌に組み込むことでグルコースから大規模合成を行う研究も進められている。また、シナモンなどケイ皮酸を含む食品において、酵母によりスチレンが生成されて石油臭がする事例が報告されている。

## 利用
専ら重合用のモノマーとして利用される。スチレンモノマーはイオン重合、配位重合などにより生成するコポリマーとしてスチレン・ブタジエンゴムを始めとしてエラストマー、熱硬化性樹脂、エマルションなど多くの合成樹脂の原料としても利用される。
ラジカル重合により得られる重合体のポリスチレン樹脂は熱可塑性樹脂としてポリエチレン、ポリ塩化ビニルと並んで重要な合成樹脂である。ポリスチレンは透明容器として、ポリスチレンフォームは一般に発泡スチロールと呼ばれ食料品の保温容器や緩衝材として多用されている。また、ポリスチレン樹脂はプラモデルの成形材としてABS樹脂と共に重要な素材である。

## 安全性
発がん性については、あるという評価とないという評価があり、IARCの発がん性評価では、わらび、漬けもの、鉛等と同じグループ2B（ヒトに対して発がん性がある可能性がある）物質として指定され、GHS分類では危険有害性情報の項目に発がんのおそれの疑い及び生殖能又は胎児への悪影響のおそれが指摘されている。ただし、ACGIHによる発がん性評価ではA4の発がん性がない物質と分類されている。なお、日本では消防法により危険物第4類（引火性のある物質）に指定されている。
作業環境の管理濃度は、20ppmである。2012年10月1日施行の改正女性則で規制の対象物質となる。更に、労働安全衛生法の第二類物質特別有機溶剤等にも指定されている。